# 東特洛伊 (緬因州)
東特洛伊（英語：East Troy）是位於美國緬因州瓦多縣的一個非建制地區。

## 地理
東特洛伊所處的海拔為高於海平面108米（即354英呎），而該地所採用的時區為UTC-5，即北美东部時區（EST）。同時該地設有夏令時間，為UTC-5調快一小時，即UTC-4（EDT）。